# Ивет Лалова-Колио
Ивет Мирославова Лалова-Колио е българска лекоатлетка, състезаваща се в спринта на 60, 100 и 200 метра. Европейска шампионка на 100 м в Хелзинки 2012 г., европейска шампионка в зала на 200 м. в Мадрид 2005 г. Национална рекордьорка на България на 100 м и 200 м в зала. Участва в 5 олимпиади – Атина (2004), Пекин (2008), Лондон (2012), Рио де Жанейро (2016) и Токио (2020). Ивет Лалова е член на Комисията на атлетите към Световната атлетика (World Athletics) и Европейската атлетика (European Athletics). 

## Биография
Родена е в София на 18 май 1984 г. Дъщеря е на спортисти. Баща ѝ – Мирослав Лалов е български спринтьор с лични постижения от 10,4 секунди на 100 м и 21,9 сек. на 200 м, а майка ѝ – Лилия Лалова е състезателка по многобой и настоящ личен кинезитерапевт.
Като малка тя се занимава с плуване и гимнастика, а през 1996 г. започва да тренира лека атлетика при Константин Миланов, с когото се разделят през 2011 г. Неин личен треньор е Роберто Бономи.
Омъжва се за италианския спринтьор Симоне Колио, с когото са заедно от 2009 г. в град Риети, Италия на 21 септември 2013 г. Живеят в Рим.
През април 2024 г. Ивет ражда момченце, Тиаго.

## Състезания
Ивет Лалова е 4-та на 200 м от Световното младежко първенство през 2001 г. в Дебрецен, Унгария. През 2003 г. на Европейското първенство за юноши и девойки до 19 г. в Тампере, Финландия печели титлите на 100 м и 200 м. Междувременно завършва средното си образование със специалност „Издателски дейности и масови комуникации“.
На 19 юни 2004 г. на състезание за Купа „Европа“ в Пловдив Лалова пробягва 100-те метра за 10,77 сек. – нов национален рекорд и най-добър резултат в света за сезона. С това постижение тогава изравнява Ирина Привалова на 6-о място във вечната световна и на 2-рото място във вечната европейска ранглиста. На Олимпийските игри 2004 в Атина Лалова остава 4-та на 100 м и 5-а на 200 м с резултати 11,00 сек и 22,56 сек.
Следващата 2005 година започва успешно за Лалова. През зимата в Мадрид става европейска шампионка на 200 м в зала с 22,91 с. – нов национален рекорд. В началото на летния сезон печели турнира „Златният шпайк“ в Острава с време от 11,03 с., с които излиза на 2-ро място в годишната ранглиста, но седмица по-късно, преди старт от веригата „Супер гран при“ в Атина, Лалова чупи бедрена кост на десния крак след сблъскване с друг лекоатлет по време на загрявката. Този инцидент я изважда от пистата за почти 2 години.

## Завръщане
На 29 май 2007 г., след близо 2-годишната пауза, Ивет Лалова се завръща на пистата на състезание в Белград. Тя печели спринта на 100 метра с време 11,26 сек., с което още на първото си състезание покрива норматив „А“ за Световното първенство'2007 в Осака и за Олимпийските игри'2008 в Пекин. Това обаче остава нейният най-силен резултат за следващите две години. В Осака отпада след четвъртфиналите на бягането на 100 метра с време от 11,33. На Олимпийските игри'2008 в Пекин Лалова успява да влезе на полуфиналите в бягането на 100 метра, където завършва на 7-о място в първата полуфинална серия с резултат 11,51 сек. В бягането на 200 метра отпада на четвъртфиналите.
На европейското първенство в Хелзинки през 2012 г. Ивет Лалова е първа на спринта от 100 метра с 11 секунди и 28 стотни. Постижението ѝ е първата титла в късия спринт в историята на българската лека атлетика.
На Олимпийските игри'2012 в Лондон се класира на 6-а позиция в бягането на 200 метра с резултат от 22,98 секунди. Въпреки всичко това е доста добро лично постижение за Лалова, за нея слизането под 23 секунди в дисциплина, различна от основната ѝ, е много добър личен резултат. През 2012 г. Ивет Лалова печели отличието „Атлет на България“ за 2012 г. за рекорден 4-ти път. Същата година открива собствен спортен клуб в София – „Ивет Лалова Спринт Академи“, в който предава опита си на млади таланти. През 2014 година Лалова заема 4-то място в състезанието на 100 м в 34-то издание на турнира IAAF World Challenge с 10,70 сек. 
На европейското първенство през 2014 г. на 100 м се класира на 5-о място, а на европейското първенство в зала през 2015 г. на 60 м отпада на полуфинала.

## Оттегляне от спортната кариера
Европейското първенство по лека атлетика в Рим (7–12 юни 2024 г.) е последно голямо състезание, в което Лалова участва.  След приключването на активната си спортна дейност, Лалова насочва вниманието си към нови професионални предизвикателства извън пистата, като започва активно участие в проекти, свързани с посланичество на здравословния начин на живот, спортни каузи и бизнес инициативи. Тя е основател на собствена коучинг академия “Sprint Academy”. 
От 2025 г. Ивет Лалова поема ролята на Изпълнителен директор „Сън“ в българска компания за матраци и продукти за сън.

## Лични постижения и отличия
- 100 метра – 10,77 сек. в Пловдив, 19 юни 2004;
- 200 метра – 22,32 сек. в Пекин, 27 август 2015
- Олимпийски игри
  - 2004: 100 м – 4 м. (11,00 с.); 200 м – 5 м. (сек. 22,56 с.)
  - 2008: 100 м – 15 м. полуфинал (11,51); 200 м – 18 м. четвъртфинал (23,15)
- Световни първенства: 2007 г., 100 м – 18 м. четвъртфинал (11,33)
- Световни първенства в зала: 2008 г., 60 м – 31 м.
- Европейски първенства : 2012 г., 100 м –
- Европейски първенстава в зала 2005: 200 м –  (22,91)
- Европейска шампионка за девойки до 19-годишна възраст на 100 и 200 метра – 2003.
- Републиканска шампионка на 100 м – 2004, 2005, 2009; 200 м – 2004; 60 м (з) – 2003, 2009
- Национална рекордьорка на 100 м – 10,77 и на 200 м в зала – 22,91
- Европейска шампионка на 100 м гладко бягане, жени – 11,28 сек, Хелзинки, 2012

## Резултати в Диамантената лига
При своето участие в игрите от Диамантената лига през 2013 г. Ивет Лалова постига следните резултати:

| Година | Дата   | Турнир                             | Място                   | Резултат | Дисциплина | Време | Стартова реакция | Вятър | Бележки                   |
| ------ | ------ | ---------------------------------- | ----------------------- | -------- | ---------- | ----- | ---------------- | ----- | ------------------------- |
| 2013   |        | Златната Гала                      | Рим, Италия             | 3-та     | 200 м      | 22,78 |                  | +1.2  |                           |
| 2013   | 13 юни | Бислетски игри                     | Осло, Норвегия          | 1-ва     | 100 м      | 11,04 | 0,134            | +1,2  | № 1 в Европа, № 8 в света |
| 2013   | 30 юни | Голямата награда на Великобритания | Бирмингам, Англия       | 3-та     | 200 м      | 23,02 |                  |       |                           |
| 2013   | 6 юли  |                                    | Париж, Франция          | 6-а      | 100 м      | 11,20 |                  | -0,2  |                           |
| 2013   | 8 юли  |                                    | Сотвил-ле-Руан, Франция | 2-ра     | 100 м      | 11,16 |                  | +1,5  |                           |